# Marduk
Marduk je v babilonski mitologiji glavni bog.
Marduk je bil rojen iz globin sladkovodnega jezera in je sin boginje Ea. Marduk je bog plodnosti, čeprav je bil izvorno bog neviht. Mardukova soproga je bila Sarpanitu. Marduk je tisti bog, ki je premagal zmaje kaosa (Tiamat in Kingu) in tako dosegel neomejeno moč, ter postal vrhovni bog. Kot stvarnik univerzuma (zemeljskega stvarstva) in človeštva, bog luči in življenja, ter gospodar usod, je dosegel najvišji položaj in ugled. Čeprav ima kar 50 imen, so ga preprosto klicali Bel, kar pomeni Gospod.
Je zaščitnik mesta Babilon.